# تشاه ناز أباد (فراغة)
تشاه ناز أباد (بالفارسية: چاه نازی‌آباد) هي قرية تقع في إيران في قسم فراغة الريفي.